# Huertea granadina
Huertea granadina là một loài thực vật có hoa trong họ Staphyleaceae. Loài này được Cuatrec. miêu tả khoa học đầu tiên năm 1953.